# Schmidt József (egyházi író)
Schmidt József (Fehértemplom, 1876. szeptember 28. – Nagybecskerek, 1949. szeptember 28.) római katolikus pap és egyházi író.

## Életútja
Középfokú és teológiai tanulmányait Temesváron végezte. 1899. március 21-én szentelték pappá. 1907-ig Orsován, Zichyfalván, Apátfalván, Mezőkovácsházán, Nagykárolyfalván volt káplán, majd kétéves megszakítással 1909. június 15-től Lippán, Szakálházán, Temesvár-Józsefvárosban, Újszentannán, Aninán káplán, 1912-től Szörényordason, 1923-tól Módoson adminisztrátor, 1924-től ugyanitt plébános. 1941-től Kúla plébánosa. 1949-ben letartóztatták, 2 és fél évre ítélték; a börtönben halt meg.

## Kötete
- Die Deutschböhmen im Banat. Ein Heimatbuch zur Jahrhundertwende (Temesvár, 1938).